# 斯托埃內什蒂鄉 (阿爾傑什縣)

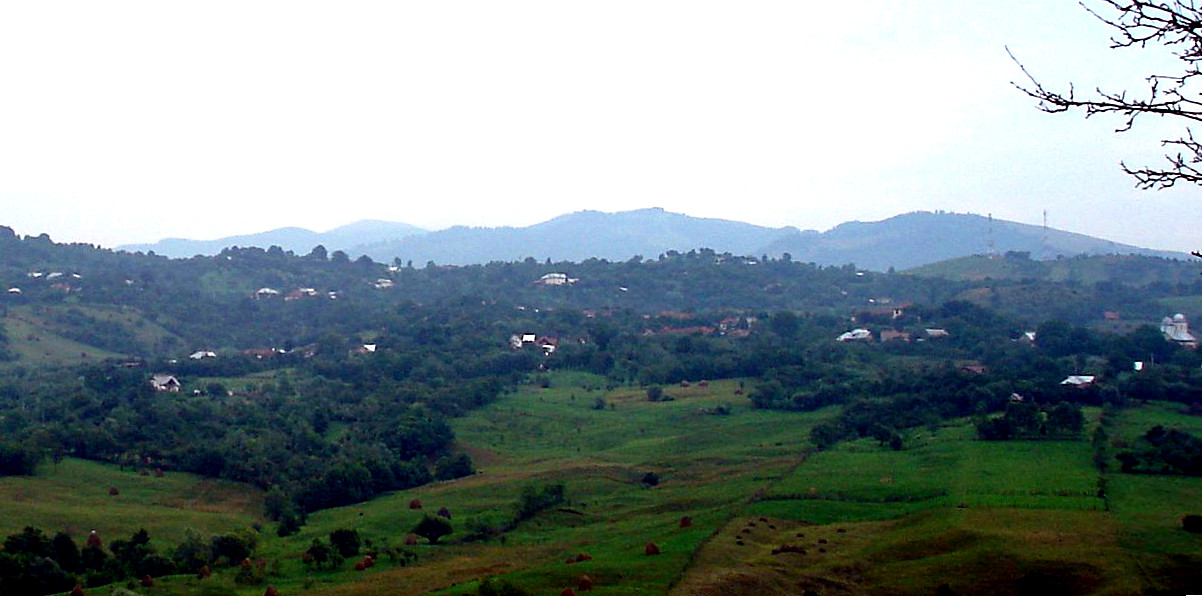
斯托埃內什蒂鄉 (阿爾傑什縣)

45°15′N 25°10′E / 45.250°N 25.167°E
斯托埃內什蒂鄉（羅馬尼亞語：Comuna Stoenești, Argeș），是羅馬尼亞的鄉份，位於該國中南部，由阿爾傑什縣負責管轄，面積109平方公里，海拔高度576米，2007年人口4,563，人口密度每平方公里42人。